# Joseph Fiertmair
Joseph Fiertmair (* 18. Februar 1702 in Schwandorf; † 24. Juni 1738 in Rottenburg am Neckar)  war ein deutscher Kunstmaler des Spätbarock, Jesuitenbruder und ein Schüler von Cosmas Damian Asam.

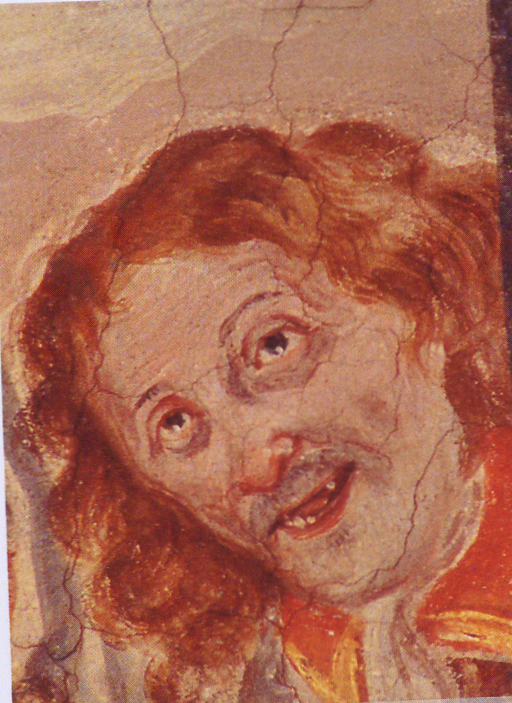
Joseph Fiertmair, Selbstbildnis

## Leben
Joseph Johann Fiertmair (auch Firtmair) wurde in Schwandorf in der Feuerhausgasse als Sohn des Schleifers Josef Michael Fiertmair und dessen Ehefrau Barbara geboren. Die Familie zog später nach Prag. 1723 trat er als Laienbruder in die Gesellschaft Jesu ein.

## Leistungen
Cosmas Damian Asam hat seine Begabung erkannt und nahm ihn gemeinsam mit Christoph Thomas Scheffler in seine Werkstatt auf. Bei den Ausführungen der Deckenbilder durch den Meister in den Klosterkirchen Aldersbach, Metten und Weingarten, der Pfarrkirche St. Jakob in Innsbruck und im Dom zu Freising durfte der junge Fiertmair große Anregungen und eine vortreffliche Schulung für seine spätere Tätigkeit erhalten haben.

## Werke
- Kapellenkirche Rottweil Freskierung des Kirchenumbaues um 1733 (Marienlob), Altarblätter und verschiedene Gemälde im zugehörigen Jesuitenkolleg. Das oben gezeigte Selbstporträt gehört zu einem Langhausfresko „Hochzeit Mariens“ – Fiertmair löscht als „Messdiener“ heimlich die brennende Kerze.
- Jesuitenkirche Ellwangen: Arbeit an den Fresken unter Christoph Thomas Scheffler
- Wallfahrtskirche Mariä Himmelfahrt,  St. Märgen
- Pfarrkirche St. Gallus,   Schörzingen
- Anna–Kapelle in Dotternhausen
- Pfarrkirche in Roßwangen
- Antoniuskirche in Saulgau
- Wallfahrtskirche Weggental bei Rottenburg